# Virola calophylla
Virola calophylla (Spruce) Warb. è un albero della famiglia Myristicaceae originario dell'America del sud.

## Descrizione
Si presenta come un albero che cresce dai 5 ai 25 metri di altezza.
Il frutto è ellissoidale/ovoidale, lungo dai 19 ai 32 millimetri in gruppi da 1 a 32.

## Biochimica
Parti della pianta contengono Dimetiltriptamina e altri alcaloidi, per questo la polvere di questa pianta viene utilizzata dalle popolazioni amazzoniche.

## Distribuzione e habitat
Si trova nelle foreste sempreverdi a bassa quota.